# Moore Station
Moore Station – miasto w Stanach Zjednoczonych, w stanie Teksas, w hrabstwie Henderson.